# Matopo Hills
Matopo Hills (także: Matobo Hills) – pasmo wzgórz na terytorium Zimbabwe na południe od miasta Bulawayo. Znajduje się tu jedno z największych skupisk malowideł naskalnych w Afryce Południowej. Od 2003 roku obszar Matopo Hills wpisany jest na listę światowego dziedzictwa UNESCO. 

## Środowisko naturalne
Matopo Hills są pasmem o długości ok. 100 kilometrów i szerokości około 30 km. Pasmo składa się z granitowych wzgórz, zwietrzałych skał i przepaści porośniętych gęstym buszem. Jest to trudno dostępny obszar, na którym w czasach wojen tutejsza ludność ukrywała rodzinę i dobytek przez wrogami. 
Wśród przedstawicieli fauny spotyka się różnorodne gatunki antylop, a także żyrafy, lwy, zebry i nosorożce. 
Obszar ok. 3100 km² pasma objęty jest ochroną w ramach Parku Narodowego Matobo.

## Ludność i kultura
W tradycyjnych wierzeniach miejscowego ludu Shona wśród Matopo Hills ze skał przemawia bóg Mwari. Położone są tu także inne miejsca o szczególnym znaczeniu religijnym, takie jak Njelei czy Dulu. W obszarze pasma znajduje się także grób Mzilikazi – założyciela królestwa Matabele. Pochowany został tu też na własne życzenie brytyjski kolonizator Cecil Rhodes, który w 1893 roku podporządkował sobie tutejszą rdzenną ludność i utworzył brytyjską kolonię Rodezję. 

## Sztuka prehistoryczna
W obszarze pasma Matopo Hills odkryto liczne malowidła naskalne liczące ok. 2000 lat. W wielu jaskiniach odnaleziono również prehistoryczne piece gliniane oraz kamienne przedmioty codziennego użytku.